# Ignazio Silone
Ignazio Silone, född 1900, död 1978, var en pseudonym för en italiensk författare (Secondo Tranquilli) och politiker.

## Biografi
Silone var en av grundarna av det italienska kommunistpartiet 1921, som han dock lämnade 1930. Han levde i exil i Schweiz under den italienska fascisttiden 1930-44 och levde under antaget namn. Under denna tid skrev han sina första samhällskritiska romaner, som också tog avstånd från indelningen i samhällsklasser.